# KV6
Das altägyptische Grabmal KV6 im Tal der Könige gilt heute als ursprüngliche Grabstätte des Pharao Ramses IX. in der 20. Dynastie. Jedoch weisen die archäologischen Funde und die Ausstattung des Grabes darauf hin, dass es zu seinem Todeszeitpunkt noch nicht fertiggestellt war, woraufhin die Arbeiten unsorgfältig beschleunigt wurden.

## Erforschung
Die Grabanlage KV6 ist seit dem Altertum geöffnet, was durch die Graffiti der Römer und Kopten bestätigt wird. Die erste Ausgrabung wurde ca. um 1817 von Henry Salt durchgeführt, der seine Arbeiten jedoch nicht publizierte. 1888 arbeitete Georges Daressy für den Service des Antiquités und legte das Grab frei. Er veröffentlichte seine Ergebnisse 1919.

## Baudetails und Funde
Das Grab liegt im Zentrum des Tals der Könige. Sein ungewöhnlich breiter Eingang steht neben den Grabanlagen KV5 und KV55. Die Tiefe der Grabanlage beträgt 105 Meter. Im Inneren gibt es drei aufeinander folgende Wege des Ganges. Der erste Weg hat vier Seitenkammern – zwei auf jeder Seite –, von denen aber keine verziert oder beendet worden ist.
Am Ende des Ganges gelangt man zu drei weiteren Kammern. Die erste Kammer ist verziert mit einem Abbild einer Mundöffnungszeremonie. Es ist wahrscheinlich, dass die Erbauer an dieser Stelle einen Brunnen errichtet hätten, hätten sie mehr Zeit gehabt. Die zweite Kammer enthält vier große Pfeiler, jedoch wurden weder die Steinschneidung noch die Verzierungen beendet. Am Ende dieser Kammer gibt es eine Rampe, die zum Sarkophag des Pharaos führt. Die Decke ist gewölbt und mit prachtvollen Bildern der Göttin Nut verziert. Die Seitenwände zeigen Szenen von dem Buch der Kavernen und dem Buch der Erde. Die große Wand stellt Ramses IX. dar, der von Göttern umgeben ist.

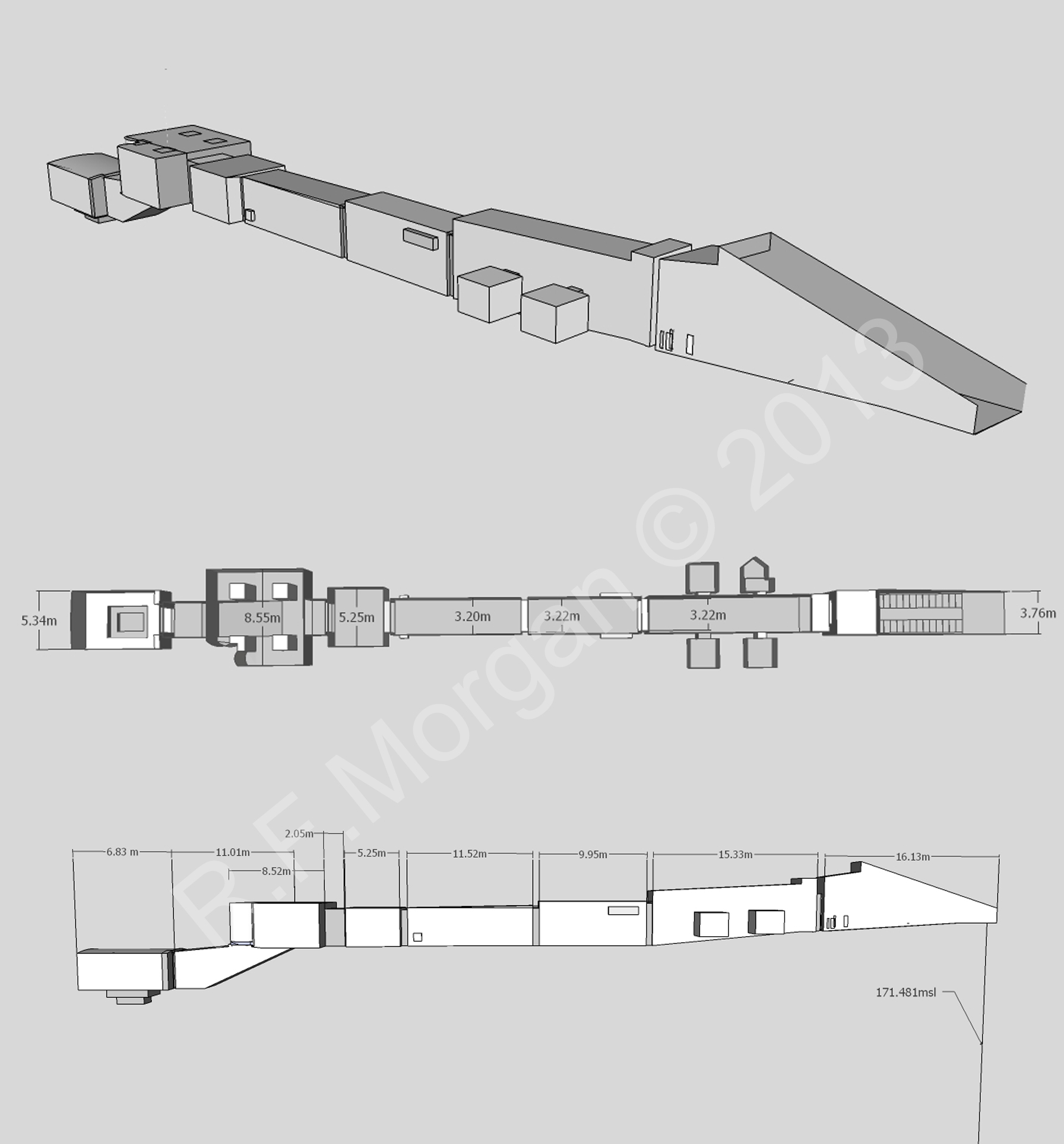
Isometrische Darstellung, Grundriss und Schnittzeichnung des Grabes
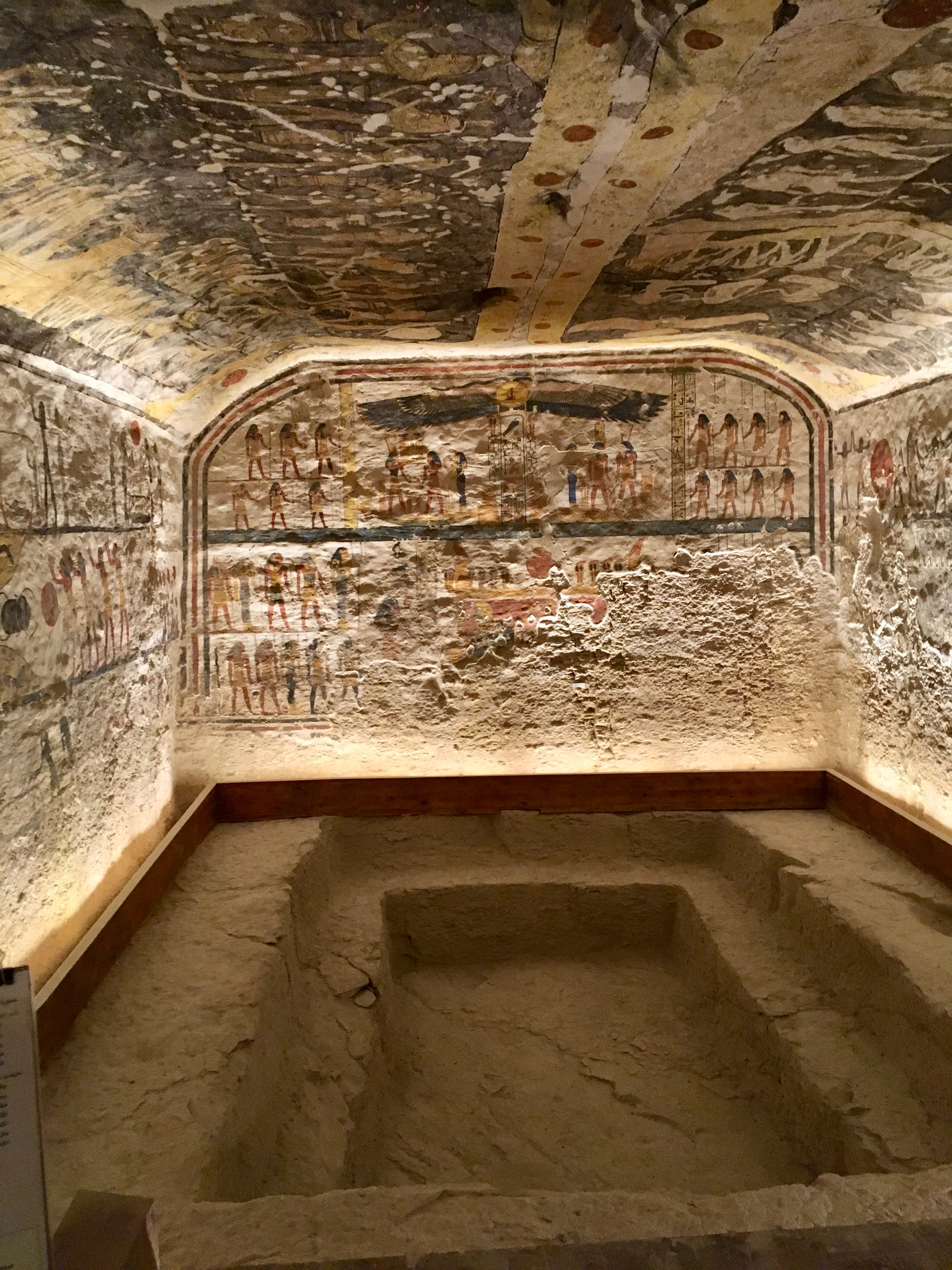
Grabkammer von Ramses IX.
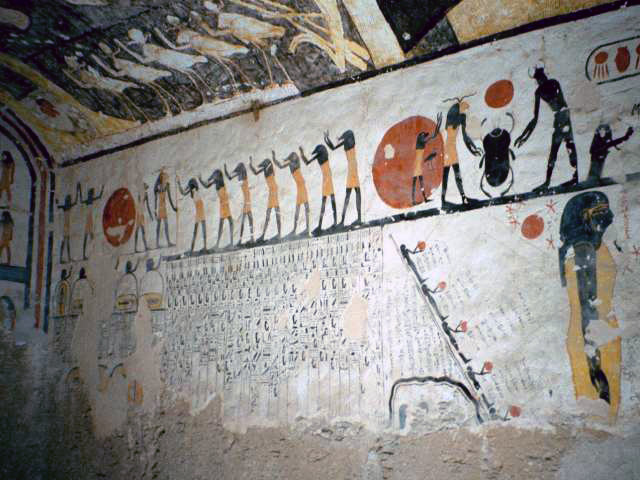
Rechte Wand in der Grabstätte
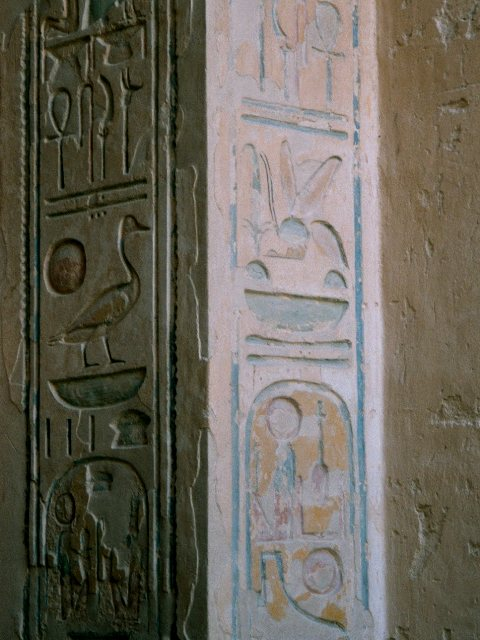
Der Name Ramses IX. am Eingang zur Grabstätte KV6

Im Grab fanden sich unter anderem hölzerne Uschebtis, Ostraka mit figürlichen Darstellungen und eine hölzerne Ka-Figur in Lebensgröße. Diese Objekte befinden sich heute in der Salt-Kollektion im British Museum in London. Während der Sarkophag selbst seit langem verschwunden ist, wurde die Mumie von Ramses IX. in der Cachette von Deir el-Bahari gefunden.